# Arato di Soli
Arato di Soli (in greco antico: Ἄρατος ὁ Σολεύς?, Áratos ho Solèus; Soli in Cilicia, 315 a.C. circa – 240 a.C. circa) è stato un poeta greco antico del primo ellenismo.

## Biografia
Per il biografo Asclepiade di Mirlea nacque a Tarso da Mnaseo e Letòfila, nome attestato in diverse varianti fra le quali Letodora, Latòfila e Delitofila. Ebbe tre fratelli: Miri - per il quale scrisse un epicedio ormai perduto -, Callonda o Callioda e Atenodoro, definito dal fratello stesso come Εὐφράνωρ Euphrànōr, cioè "esilarante".
Il "filosofo cosmico e poeta omerico" studiò ad Atene presso il filosofo Perseo e successivamente si stabilì in Macedonia, dal re Antigono Gonata, dove godette di una certa simpatia in qualità di poeta di corte e conobbe anche altre personalità di rilievo, quali Antagora di Rodi, Alessandro Etolo e Nicandro di Colofone. Nella stessa corte egli si dedicò alla correzione di Iliade ed Odissea, avendo approfondito la conoscenza della lingua e dello stile di Omero grazie al maestro Dionisio di Eraclea. Inoltre frequentò le lezioni di matematica del filosofo edonista Dionisio e del maestro Aristòtero.
Circa la sua situazione economica, lo stato civile ed il decesso, non abbiamo notizie. Abbiamo invece un'idea del suo aspetto grazie ad una statua conservata presso il Museo del Louvre.

## Opere

### Opere minori
Arato scrisse molto, ma delle opere di cui abbiamo notizia non restano che pochi frammenti. 
Tra gli scritti annoveriamo numerosi generi poetici, in linea con la tendenza alessandrina: epigrammi, un epicedio al fratello Miri, inni - tra cui un Inno a Pan, dopo il quale (276) avrebbe intrapreso la stesura dei Fenomeni - e una lettera indirizzata al filosofo stoico Zenone.
Sappiamo che egli scrisse anche un poema di argomento medico, gli Iatrikà, un Epithyticòn, una Astrologia, il Kanònos Katatomè (?), la diòrthosis dell'Odissea, anche nota come aratèa, di cui non restano che poche testimonianze confuse.

### Fenomeni

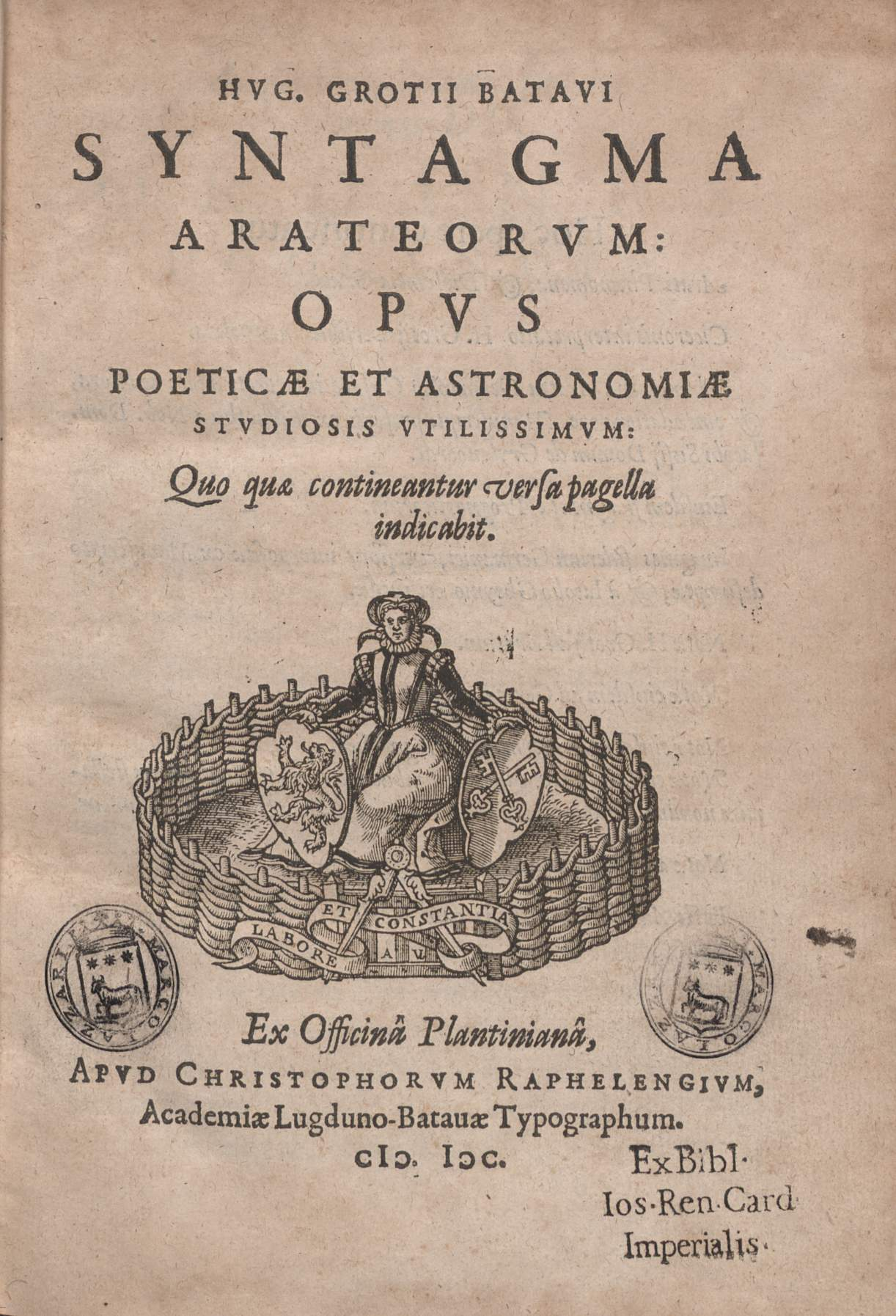
I Phaenomena in una stampa del 1600

Il poema didascalico consta complessivamente di 1154 versi divisi in due parti: Phainòmena la prima, Diosemeîa la seconda, da cui i termini Fenomeni e Pronostici con cui furono già chiamate da Cicerone. Per quanto concerne l'etimologia del lemma  Diosemeîa, in base alla sfumatura di significato che assume il "semeiòn", può essere intesa in doppio senso, vale a dire "Costellazione del Cielo" o "Segnalazione del Cielo".
Nei vv. 1-18 si ha un Proemio con invocazione a Zeus e alle Muse. In questa prima sezione dell'opera si sottolinea innanzitutto il ruolo regolatore del Cielo ed in particolare delle costellazioni nei confronti della quotidianità degli uomini, segue poi la canonica invocazione a Zeus.
(Arato, Fenomeni, vv. 1-18, traduzione di Giuseppe Zannoni.)
I vv. 19-450 contengono la descrizione della mappa celeste.

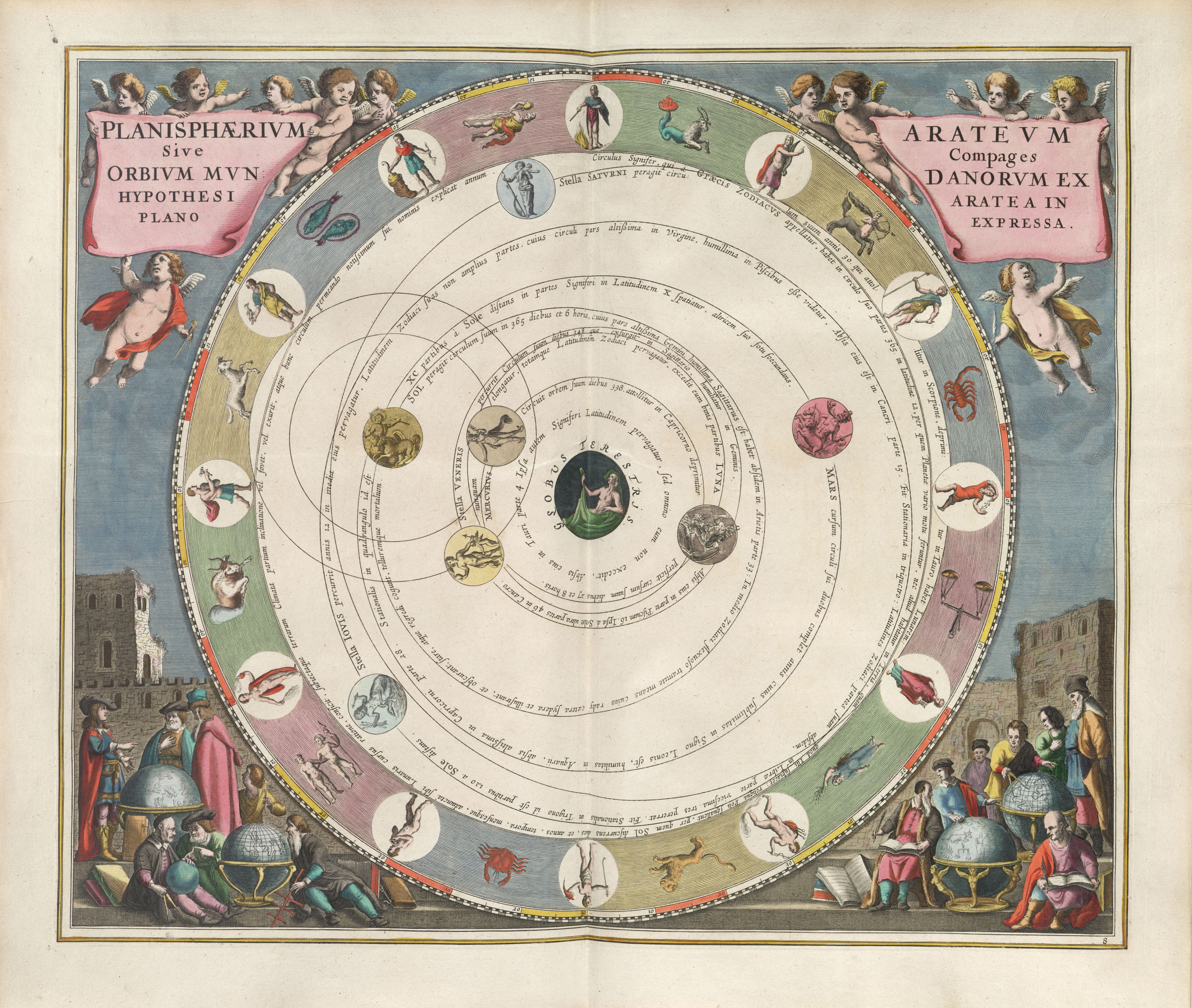
Le orbite celesti teorizzate da Arato in un planisfero illustrato da Andreas Cellarius in Harmonia macrocosmica (1661)

Le costellazioni descritte sono: le due Orse, una detta Cinosùra e l'altra Elice, correlate al mito della loro nascita per mano di Zeus; il Drago; a Nord l'Engònasi, che prende il nome dalla postura genuflessa; la Corona, che appare quasi posta sul capo della costellazione precedente; Ofiuco minacciato dal Serpente e al contempo trionfante sullo Scorpione; Artofilace, "custode" dell'Orsa, anche noto agli uomini con il nome di Boote; Arturo; la Vergine o Dice alla quale si lega il mito che la identifica come prima cittadina della Terra e promotrice della civiltà; Prevendemmiatore alla destra della Vergine; al di sotto in successione Gemelli, Cancro e Leone; alla sinistra dei Gemelli, l'Auriga, i Capretti e la Capra Olenia (che sta in braccio all'Auriga), la quale seconda una leggenda porse le mammelle a Giove; Toro con la fronte cosparsa dalle Piovose o Iadi; Cèfeo e dinanzi Cassiopea alla ricerca della figlia Andromeda; sopra vi è Cavallo o Pegaso, correlato al mito eziologico della sorgente Ippocrene; Ariete; la cintura di Orione; Pesci; la stella Fernaglio coderino; Perseo, consorte della suddetta Andromeda; le sette Pleiadi che, singolarmente, prendono il nome di Alcione, Merope, Celeno, Elettra, Sterope, Taigete e Maia; la Testuggine ed il corrispondente mito in cui vengono citate le costellazioni di Ermes, Lira ed Uccello, anche noto come Cigno; Acquario; in successione sono citate Capricorno, Sagittario, Freccia, Aquila, Delfino, Cane e Sirio; poi ancora Lepre, la Nave di Giasone, Balena, nell'emisfero settentrionale, Fiume. Segue poi una digressione sul principio di catalogazione delle costellazioni.
Nell'emisfero australe si colloca il pesce Notio, due stelle dette Acqua, Ara. Introducendo poi il tema della navigazione e della sua regolamentazione secondo la mappa celeste vengono nominate Centauro, Piccola Fiera, Idra, Cratere, Corvo, Procione o Cane Minore.
I vv.451-461 sono versi di transizione ai vv. 462-558, ossia la descrizione dei quattro cerchi utili per il calcolo dell'anno: evocazione della Via Lattea, cerchio conosciuto come Latte che divide la sfera celeste in due; descrizione del Tropico del Cancro, Tropico del Capricorno ed Equatore; analisi del cerchio zodiacale ed eclittico; calendario zodiacale utile per determinare le previsioni meteorologiche ed il corso dei giorni, dei mesi, delle stagioni e degli anni.
Con i vv. 732-757 si conclude la parte astronomica e si ha l'introduzione alla parte meteorologica, con un breve preambolo nei vv. 758-772.
Nei vv. 773-1154, Arato tratta i giorni nel mese lunare, i giorni siderali e dell'anno solare, il ciclo metonico, il movimento diurno e la separazione dei regni di Poseidone e di Zeus. Seguono previsioni meteorologiche su base lunare e solare e conseguenze pratiche della posizione degli astri nell'ambito dell'agricoltura e dell'allevamento.
Infine esiste una sua citazione nel Nuovo Testamento negli Atti degli Apostoli quando Paolo, parlando nell'Areopago di Atene, cita il verso 5 del poema, nella invocazione iniziale a Zeus: "Perché di lui anche noi siamo stirpe".

#### Edizioni
- (LA) Phaenomena, Leiden, Officina Plantiniana, 1600.

## Il mondo poetico e concettuale di Arato
L'astronomo Ipparco di Bitinia riporta che Arato tradusse il Càtoptron di Eudosso di Cnido e i suoi biografi sono concordi nell'affermare che fu proprio il re Antigono a suggerire la stesura dei Fenomeni sul solco dell'opera precedentemente tradotta. Le parole del re in merito al prestigio del lavoro compiuto furono: “tu rendi più pregevole Eudosso, stendendo la sua parola in versi”.
L'opera didascalica non manca di imprecisioni e ciò porta la critica a contemplare diverse opinioni, tra queste sono da annoverare le considerazioni dell'astronomo di Bitinia e di un tale Dionisio non identificabile. Il primo se da un lato attribuisce gli errori ad un'imperizia astronomica, d'altra parte li giustifica attribuendoli a Eudosso; il secondo, invece, afferma: “come noi non riteniamo che egli fosse un medico avendo scritto le Iatrikài Dynàmeis, così non lo faremo un matematico non avendo scritto nulla che non fosse in Eudosso”.
Basandosi sui Fenomeni, non si può che registrare la grande capacità dell'autore di assimilare i principi di brevità e ricercatezza stilistico-formale messi in evidenza dalla poetica callimachea. La scelta di un argomento scientifico serve ancora di più a dimostrare ai lettori l'abilità di Arato nel guarnire con perizia sopraffina una materia che non si presta, di per sé stessa, a grandi orpelli di natura formale.
Furono questi i caratteri alla base dell'enorme successo del poema presso i posteri. Infatti il proemio, in cui Zeus viene assimilato, sulla scorta dell'inno a Zeus di Cleante, alla forza vitale dell'universo, ispirò il proemio del De rerum natura di Lucrezio e ancor più le Prognoseis che furono rielaborate e riecheggiate nel finale del I libro delle Georgiche di Virgilio; anche gli autori di scritti De re rustica, per quanto riguarda la sezione prognostica, considerarono Arato un loro precursore. L'intero poema, o parti di esso, fu destinato, in effetti, a tale fama da essere tradotto in latino da Cicerone, dal principe Germanico Giulio Cesare, da Postumio Rufio Festo Avienio e da altri autori minori.
Tra citazioni e frammenti, sono noti circa 37 commenti, di cui restano quelli di Teone di Alessandria, Achille Tazio e Ipparco di Nicea. Una traduzione in arabo fu commissionata, nel IX secolo, dal califfo Al-Maʾmūn.